# Stiphrolamyra comans
Stiphrolamyra comans är en tvåvingeart som beskrevs av Hobby 1939. Stiphrolamyra comans ingår i släktet Stiphrolamyra och familjen rovflugor.
Artens utbredningsområde är Kenya. Inga underarter finns listade i Catalogue of Life.